# روشن‌فکری کنونی
روشن‌فکری کنونی کتابی  منتشر شده در ۲۰۱۸ است که در مورد علت، علم، انسان‌شناسی می‌باشد و پیشرفت‌هایی که توسط دانشمند شناختی کانادایی آمریکایی به نام استیون پینکر نوشته شده‌است. در این کتاب در عرصه‌های روشنفکری علت، علم و انسان‌شناسی پیشرفت‌هایی به ارمغان آورده شده‌است. پیشرفت‌ها نشان می‌دهد که سلامت، رفاه، ایمنی، صلح و شادی در سراسر جهان افزایش یافته‌است و علم شناختی را توضیح می‌دهد که به چه علت از این پیشرفت باید قدردانیی شود و در ادامه کتاب ۲۰۱۱ فرشتگان بهتر طبیعت ما نوشته پینکر را مورد بررسی قرار می‌دهیم.

## پایان‌نامه
عموم مردم غالباً بر این باورند که جهان به شکل وحشتناکی است و برای برخی از مردم نیز سال ۲۰۱۶ بدترین سال و سال مرگ لیبرالیسم بوده‌است. در مقابل پینکر استدلال می‌کند که زندگی رای اکثریت مردم بهبود یافته‌است. او برای اثبات و تضمین این استدلال، ۱۵ معیار مختلف از سلامت بشری را مطرح می‌کند و می‌گوید که مردم عمر طولانی‌تر و سالم تری از هر زمان دیگری را تجربه می‌کنند. به عنوان مثالی دیگر، در حالی که در اغلب نظرسنجی‌های عمومی ایالت متحده آمریکایی، ترس از تروریسم مطرح می‌گردد و پینکر نشان می‌دهد که یک آمریکایی ۳۰۰۰ برابر بیشتر احتمال مرگ در حادثه را نسبت به مرگ در یک حمله تروریستی را دارد. همان‌طور که به آن اشاره کردیم در کتاب پیشین پینکر به نام فرشتگان بهتر طبیعت ما، وی به پیشرفت‌های مدرن و روندهای انسانی لیبرالی و عقلانیت علمی اشاره می‌کند که در قرون ۱۷ و ۱۸ در اروپا ریشه داشت.
پینکر استدلال می‌کند که نابرابری اقتصادی، خود یک بعد از سلامت انسان نمی‌باشد و به نقلی از سک مطالعه نشان می‌دهد که حداقل در جوامع فقیر نابرابری با ناخوشنودی مرتبط نمی‌باشد. او همچنین اشاره می‌کند که جهان به‌طور کلی برابر است و می‌گوید که حتی در مناطق به‌طور فزاینده ای نابرابر، فقرا هنوز هم ثروت می‌گیرند و از نوآوری‌های تکنولوژیکی بهره‌مند می‌شوند. به عنوان مثال، برای پینکر روشن است که یک نوآوری که فقرا را ثروتمندتر می‌کند و ثروتمندان را غنی تر، یک موفقیت مثبت محسوب می‌شود نه یک موفقیت منفی. در مقابل، منتقدان معتقدند که افزایش تحرک اجتماعی و مبارزه با «نابرابری به عنوان یک نتیجه ناعادلانه» مهمترین وظیفه قانونی ای است که به غیر از هرگونه تأثیر، به کاهش فقر می‌انجامد.

## بازار یابی
در ژانویه ۲۰۱۸، بیل گیتس برای «روشنگری کنونی» ستایش کرد و آن را «کتاب مورد علاقه من» خواند. گیتس اظهار داشت که به‌طور کلی با تکنولوژی خوشبینی کتاب موافق است، اما هشدار داد که پینکر هم خیلی سریع این ایده را که هوش فوق‌العاده ای می‌تواند منجر به انقراض انسانی شود را رد می‌کند. با توجه به علاقه خواننده به دلیل تأیید گیتس، تاریخ انتشار وایکینگ از ۲۷ فوریه ۲۰۱۸ تا ۱۳ فوریه ۲۰۱۸ تغییر تاریخ داد.

## پذیرش
ناشران هفتگی، کتاب را تحت یک بررسی درخشان قرار دادند و نتیجه گرفتند که «در یک دوران به‌طور فزاینده ای از لفاظی‌های مذهبی، چشم‌انداز پیشرفت انسانی پینکر، شفاف و روشن و دقیق مورد تحسین و دلگرمی قرار گرفته‌است». تایمز همچنین این کتاب را بازبینی مثبت دانست و اظهار داشت که استدلال‌ها و شواهد پینکر «بسیار مهم و سرگرم‌کننده» هستند و ابراز امیدواری هستند که دفاع پینکر از نیروهایی که پیشرفت تولید کرده‌اند موفق شود.
نیویورک تایمز این کتاب را «یک کتاب عالی که به‌طور صریح و به موقع، غنی در داده‌ها و سخنرانی در دفاع از انسانی عقلانی است که به نظر می‌رسد بسیار عالی است» توصیف کرد.
اقتصاد دانان با پینکر موافقت کردند که این که «جلوگیری از حملات سیارکی یا جنگ هسته ای، به احتمال زیاد (در جهان) ادامه خواهد یافت».